# 亚历克斯·弗格森
亚历山大·查普曼·弗格森爵士，CBE（1941年12月31日—），蘇格蘭已退役足球运动员及總教練，在1986至2013年間擔任英格蘭豪門曼聯總教練一職，被不少媒體和球迷譽為足球史上最偉大的教練。
費格遜結束其球員生涯後，先後出任东斯特灵和圣米伦两队主教练，在1978年遭圣米伦辭退。革職後的他很快找到新東家，出任阿伯丁主教练長達8年時間，共3次奪取聯賽錦標、5次盃賽錦標和2次歐洲賽錦標，同時亦短暂担任苏格兰国家队教练。1986年他被挖角至曼聯出任領隊一職。
弗格森在2010年12月19日打破马特·巴斯比的記錄，成為曼聯史上任期最長的領隊。在1986年到2013年的二十六年零七個月的曼聯主帥生涯期間，他率领球隊获得38項獎盃，包括13次英超冠军和2次歐洲聯賽冠軍盃。1999年他更率队囊括英超联赛、足总杯和歐洲聯賽冠軍盃，达成三冠王。他在1999年受封下級勳位爵士头衔，同時亦獲封為亞伯丁荣誉市民。
2013年5月8日，費格遜宣佈在該赛季结束后退休。5月19日以71歲高齡結束長達39年執教生涯。
2018年5月6日，弗格森因为脑出血住院进行手术治疗。

## 球员生涯
弗格森在業餘球會女王公园展開球員生涯，司职前锋。1958年，16歲的他就首次代表球會上場便取得入球，但球隊仍以2-1落敗給斯特蘭拉爾。1959年节礼日作客對南部皇后的比賽可能是他在球會中最難忘的一場，縱使他取得入球，球隊仍以7-1大敗。
雖然他為球會貢獻不少進球，仍未足以使他有足夠的上場時間，使他在1960年轉會至聖莊士頓。但在聖莊士頓期間雖然常取得入球，但上場時間不穩定使他要求轉會。失宠的弗格森陷入了低潮，甚至一度考慮移民至加拿大。然而在對流浪者的比赛改變了他的人生，比賽中上演帽子戏法使球隊爆冷獲勝，同時成為首個在埃布羅克斯球場對流浪者攻入3球的球員，賽後報章更以「震驚流浪者的人」（The man who shook Rangers）來形容。1964年弗格森轉會至鄧弗姆林，签约正式成为职业球员。
1964/65球季的鄧弗姆林表現十分強勁，聯賽十分接近冠軍席位，足總盃更殺入決賽。可是由於弗格森在聯賽對聖莊士頓的表現不佳，足總盃決賽只能坐冷板。球隊以3-2不敵凯尔特人，聯賽更以1分飲恨冠軍，排名第3。1965/66球季，弗格森共上場51次攻入45球，包括聯賽31球，與凯尔特人的乔·麦克布赖德一起成為該季聯賽的神射手。
1967年，弗格森以6.5萬英鎊轉會費加盟流浪者。1969年的蘇格蘭杯決賽，流浪者0-4負於凯尔特人，弗格森因未能緊盯凯尔特人隊長比利·麦克尼尔而要对其中一個失球負責，後來貶至青年隊作賽。同年10月因妻子不愿意去英格兰而沒有轉會到诺丁汉森林:85，改為加盟法尔科克，期间曾受任为球員兼教練组成员。1973年以半职业身份加盟艾爾聯，效力一赛季后結束其球員生涯，时年32岁。

## 蘇格蘭执教生涯

### 东斯特灵
1974年6月，弗格森以32歲之齡獲委任為东斯特灵領隊。這只是份兼職合同，週薪只有40鎊，而且當時球會並沒有守門員:108–109。同年10月，他收到圣米伦的邀请，雖然當時圣米伦的聯賽排名比东斯特灵還要低，但是他們球會規模比較大。雖然弗格森對东斯特灵有忠诚，但聽了乔克·斯泰恩的建議後接受了圣米伦的邀请:117。

### 圣米伦
弗格森在1974至1978年年間執教圣米伦，期間使圣米伦由一支只有約1,000名入場球迷的乙級聯賽（舊制）球隊一躍成為1976/77球季蘇甲联赛冠軍球隊，大踢進攻足球的同時並發挖出希望之星球如比利·斯塔克、托尼·菲茨帕特里克、莱克斯·理查森、弗兰克·麦加维、博比·里德和彼德·韦尔。當時球隊球員平均年齡只有19歲，而隊長菲茨帕特里克只有20歲。
1978年球隊解僱了弗格森。弗格森在劳工法庭中指責球會無理解僱，可是他輸了官司且不能上訴。球會在庭上反指弗格森希望幫球員拿到免稅支出而恐嚇他的秘書。他們兩人沒有溝通長達六星期，並沒收她的鑰匙，只通過一名17歲助理傳話。法庭指弗格森的行為「十分小器」和「不成熟」。據1999年5月30日星期日先驱报的比利·亚当斯文章，解僱弗格森的官方理由是多次違反合同，包括未授權下給予球員薪金。2008年5月31日，衛報發表了一篇訪談當時圣米伦主席的文章，指他被解僱的原因是他同意加盟阿伯丁，違反了合同內容；並指責阿伯丁私下接觸弗格森而非圣米伦球會，導致球會拿不到賠償金。

### 阿伯丁
1978年6月，弗格森转投阿伯丁，接替轉教凯尔特人的比利·麦克尼尔。阿伯丁是蘇格蘭大球會之一，卻只在1955年奪取過一次聯賽錦標。雖然弗格森有四年教執經驗，但當時只有36歲的他仍未能獲得一些年長球員的尊重如乔·哈珀:171。弗格森在阿伯丁的第一賽季並不太順利，足總盃和聯賽盃兩次打進決賽，然而都敗北而回，聯賽只排第四。
1979/80賽季季初並不太順利，但踏入新一年便大幅改善，聯賽末場以5-0大勝宣佈夺得冠军，打破了苏格兰两强格拉斯哥流浪者和凯尔特人长达15年的联赛垄断。弗格森覺得已獲得球員的尊重，說道「那是一項團結我們的成就。我終於取得球員的信任」:175。弗格森以嚴緊的紀律管治，球員為他取了一個別名「暴怒的弗吉」。有次约翰·休伊特在公路駕車超越他，弗格森立刻向他開罰單:179。又有一次半場休息時，他踢茶炊向表現差的球員:180。在1982年他帶領球隊贏得蘇格蘭足總盃，並取得欧洲优胜者杯資格賽一席位。之後他收到狼隊的邀請，但他認為狼隊正陷入麻煩中:195，及他在阿伯丁的雄心計劃完成度不足一半而拒絕:196。
1982/83球季，弗格森帶領球隊取得更大的成就，在1983年5月11日的欧洲优胜者杯賽中以2-1擊敗皇家馬德里，奪得冠軍。據威利·米勒所說，半準決賽中以3-2踢走拜仁慕尼黑使他們信心大增，認為他們有能力捧盃而回:201。阿伯丁成為第三隊贏得歐洲賽獎盃的蘇格蘭球隊，而弗格森覺得「自己做了一件死而無憾的事」:203。接著在歐洲超級盃中以2-0擊敗漢堡捧盃而回。這一球季阿伯丁以1-0擊敗流浪者，再次贏得足總盃。但他對球隊表現並不滿意，在電視訪問中形容為「可恥的表現」:204。
1983/84球季阿伯丁表現低開高走，贏得聯賽冠軍和足總盃冠軍。在1984年新年勋荣列表中，弗格森獲頒大英帝國官佐勳章。球季期間他收到流浪者和阿仙奴的邀請，出任領隊一職。1984/85球季同樣獲得聯賽冠軍。雖然在接下來的接季只以第四名完成，但贏了兩項盃賽冠軍。1986年初，弗格森經委任為俱乐部董事会，但在4月他向主席表示有意在季末尋求新挑戰。
弗格森是1986年世界盃資格賽蘇格蘭國家足球隊的教練團成員。但在1985年9月10日，國家隊主教練乔克·斯泰恩突然逝世，弗格森同意兼任國家隊主教練一職备战1986年世界盃。為了分擔他的工作，委任了阿奇·诺克斯為阿伯丁副領隊。蘇格蘭在世界盃分組賽出局，他本人在1986年6月15日請辭。
同年夏天，熱刺邀請他接替被革職的彼德·施里夫斯，出任領隊一職，此外阿仙奴亦向他發出邀請，但他均予以拒絕。同時有傳他會接替朗·艾堅遜的曼聯領隊職位。雖然曼聯在該球季季初取得10連勝，但最終只以第四名完成。弗格森留守阿伯丁至1986年11月才前往曼聯接替被炒的艾堅遜。在阿伯丁的八个赛季共夺得三次联赛冠军、另有四次苏格兰杯冠军、一次苏格兰联赛杯冠军和兩項歐洲盃賽冠軍。

## 曼联執教生涯

### 上任初期
1986年11月6日，費格遜正式接替，开始執教曼联，阿奇·诺克斯為助教。他說離開阿伯丁當然感到傷心，但曼聯的邀請是無法拒絕。費格遜執教曼聯初期的成績一般，11月8日首场比赛就以0-2败给牛津联，之後以0-0和了剛升班的诺里奇城，至11月22日才取得首勝，主場以1-0擊敗女王公园巡游者。至12月26日才取得首場客場勝利，以1-0擊敗宿敵利物浦，這亦是整個球季唯一一場客場勝利。最終曼聯以第十一名完成聯賽，主要成就為雙殺了利物浦和贏了曼徹斯特德比。
1987/88球季，曼聯以聯賽亞軍完成，以9分之差輸給利物浦。這排名是近7年來最高的。季中簽下了數名主力球員包括史蒂夫·布鲁斯、维维·安德森、布莱恩·麦克莱尔和吉姆·莱顿，他們對球隊有重大的貢獻，麦克莱尔更是自1967/68球季後首位在聯賽打進超過20球的曼聯球員。雖然曼聯只輸了5場比賽，但和了12場，使利物浦大部份時間都以雙位數分差領先。
之后數年曼聯在聯賽成績不濟，聯賽成績跌出前十名之外，比前任領隊朗‧艾堅遜領軍時成绩還差。1988/89球季未能簽下保罗·加斯科因，在10月至11月期間經歷9場不勝的紀錄，該球季最終以第十一名完成。1989/90球季大灑金錢簽入三名中場球員内尔·韦伯、迈克·佩兰和保罗·因斯。首輪聯賽以4-1擊敗衛冕的阿仙奴，但在9月便以1-5輸恥辱性地輸給曼城，季初8場比賽只贏2場使他面臨巨大壓力，在辭退的边缘，球迷更展示橫幅「三年藉口，還是廢物...廢...弗格」（Three years of excuses and it's still crap ... ta-ra Fergie）。弗格森形容1989年12月為他「生涯中最黑暗的日子」，曼聯在降級區邊緣結束了1980年代。可是費格遜得到董事會的保證，不會將之解僱。在足總盃第三輪中，曼聯抽中作客諾丁漢森林。當時諾丁漢森林在聯賽表現不錯，聯賽盃亦一路過關斬將，因此在當屆聯賽表現差劣的曼聯預料會落敗，而費格遜亦因此被炒。可是曼聯以1-0擊敗森林，之後曼聯過關斬將，最後在準決賽重賽以加時2-1淘汰奧咸。殺進決賽對戰在準決賽淘汰利物浦的水晶宮，並打3-3打成平手，重賽以1-0贏得獎盃，是他擔任領隊三年以來曼聯的首個錦標。1990年足總盃第三圈作客對諾丁漢森林的勝利，常被形容為弗格森曼聯生涯的還魂丹，而在該場射入致勝入球的曼聯球員馬克·羅賓斯，後來也被形容為挽救了費格遜命運的球員。。

### 聯賽冠軍

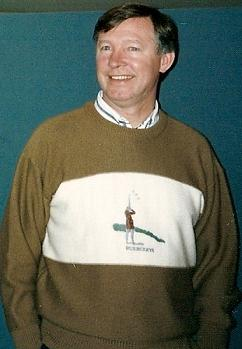
1992年的弗格森

雖然贏了足總盃，但仍有不少人質疑弗格森有沒有能力贏得聯賽冠軍－自马特·巴斯比後再沒有曼聯領隊能做到這點。1990/91球季表現有所改善，最終以第六名完成，聯賽表現不過不失，包括以6-2血洗海布里球场和0-4作客輸給利物浦，而聯賽盃決賽以0-1輸給谢周三。可是在歐洲優勝者盃決賽中以2-1擊敗巴塞隆納，贏得在曼聯首個歐洲賽冠軍；这也是英格兰所有球队在后禁止参加欧洲比赛五年后夺得的第一个欧洲荣誉。賽後他甚至發誓，曼聯會贏得下賽季的聯賽冠軍:302。
同年夏天，助教阿奇·诺克斯離隊，新助教為布莱恩·基德。同時亦簽下了一些重要球員，包括守門員彼得·舒梅切尔和後衛保罗.帕克，而青訓瑞恩·吉格斯亦顯示出他的天份。弗格森的誓言亦沒有實現，1991/92球季只以亞軍完成。曼聯雖然贏了聯賽盃和超級盃，卻失落了聯賽冠軍給死敵列斯聯。曼聯大部份時間都豎於首位，至四月輸了三場比賽才能爭冠形勢大幅改變，入球能力不足及和了不少該贏的比賽是死因。弗格森認為未能簽下米克·夏福特是導致曼聯失落聯賽冠軍的關鍵:320。
球季結束後，弗格森欲從南安普顿簽下前鋒阿兰·希勒以增加入球能力，可是後者轉投布莱克本流浪者。後來多次報價谢周三前鋒大卫·希尔斯特，可是對方領隊一一拒絕。最後只從劍橋聯簽入迪昂·达布林。
1992/93球季是英超成立的第一个赛季，曼聯表現低開高走，到11月初時曼聯排名第10，看似再次與聯賽冠軍無緣。可是自11月曼聯簽入埃里克·坎通纳後，他與馬克·休斯組成一個攻擊組合，改變了爭標形勢。1993年，曼联时隔26年重新夺得英格蘭頂級联赛冠军和首個英超冠軍。弗格森經領隊協會選為年度最佳領隊。

### 雙冠雙失
1993/94球季，曼聯贏了聯賽冠軍和足總盃。在夏天簽入萊·堅尼，作為在生涯尾聲的布莱恩·罗布森的代替者。雖然坎通纳在1994年3月兩次以紅牌遭逐離場，仍無礙他以25球成為球季神射手。曼聯差一點就成為國內三冠軍，在聯賽盃決賽中以3-1輸給阿士東維拉。
1994/95球季對弗格森是一個艱難的球季。1995年坎通納以飛腳踢向一個水晶宮球迷，除了被罰停賽九個月外，還判處坐監兩星期，後來才改為120小時社會服務令。這事件不但影響了坎通納，還連累曼聯在1994/95球季失去英超冠軍，聯賽最後場以1-1平了西漢姆聯，導致英超冠軍由布萊克本流浪者奪得；而足總盃亦以1-0輸給愛華頓。1995年的新年勋荣列表中，弗格森獲授大英帝國司令勳章（CBE）。

### 光輝歲月
1995至2001年間是曼聯的輝煌時代，奪得六個球季中的五個聯賽冠軍，更完成三冠王偉業。在1995/96球季的夏天，弗格森讓三位主力球員離隊而受到千夫所指。保罗·因斯轉投國際米蘭、馬克·休斯出售至切尔西，而則安德烈·坎切尔斯基轉投愛華頓。在這球季，曼聯青訓「費爵爺弟子」－貝克漢、吉格斯、斯科爾斯、加里·耐維爾、菲力普·耐維爾、及受到重用。球季第一場聯賽，年輕的曼聯隊就以3-1輸給阿士東維拉，利物浦傳奇艾伦·汉森在賽後更批評「你不能以年青球員爭冠」（You can't win anything with kids）。接著曼聯在聯賽取得五連勝，同時坎通納亦在對利物浦的比賽復出。曼聯爭標過程並不是一帆風順，積分榜不少時間都落後於紐卡素。最終曼聯以聯賽冠軍和足總盃冠軍成為雙冠王，作為對艾伦·汉森批評的回應。汉森的名句一直流傳至今。季後弗格森獲得一份四年長期合同。
1996/97球季，弗格森在曼聯第四次奪得聯賽冠軍。同時弗格森亦帶領曼聯打進欧洲冠军联赛半準決賽，是曼聯28年內的首次，可惜輸給多特蒙德而出局。該球季主要收購有奥勒·居纳尔·索尔斯克亚和。1997年5月，坎通納告知弗格森他會在季後退役，他覺得球會商品部過度開發他並質疑球會的雄心:301–302。
1997/98球季可說是失敗的賽季。弗格森從熱刺簽入泰迪·舒寧咸作為坎通納的代替者，此外亦簽下後衛，任命罗伊·基恩為隊長。1997年9月對列斯聯的敗仗，是曼聯七個月來首來敗仗，同時基恩亦傷出且賽季報銷，舒梅切尔在他受傷期間上任隊長。11月輸給阿仙奴，使弗格森明白「一馬當先」的競爭並不好，同時讚揚對手下半場的表現值得勝利。其它爭標對手接連失分，儘管輸給阿仙奴，但曼聯仍以11分優勢位居榜首。在1998年3月阿仙奴縮窄與曼聯的分數差距，3月14日更在老特拉福德球场雙殺曼聯。5月3日阿仙奴擊納愛華頓，奪得聯賽冠軍，使曼聯聯賽三連霸夢碎。弗格森祝賀阿尔塞纳·温格奪得聯賽冠軍，及後贏得足總盃冠軍「我認為輸掉聯賽冠軍對我的年青球員是一件好事。我衷心肯定阿仙奴在聖誕節至季末期間所作出的努力。」曼聯在盃賽的表現十分糟糕，很早就淘汰出局，而歐冠盃在八分一決賽僅因客場進球少輸給摩納哥。季後弗格森以破球會紀錄£1,075萬從PSV燕豪芬簽入後衛雅普·斯塔姆，在歐冠盃球員註冊死期前從阿士東維拉簽下新秀前鋒德怀特·约克。
1998/99年是弗格森曼聯生涯最成功的一年，球隊盡攬英超、足总杯和欧洲冠军联赛冠軍，成就了三冠王霸業。這年曼聯亦成為世上最富有和具價值的體育品牌。1998年9月，英國天空廣播企圖以£57,500萬收購曼聯，引起球迷的反彈。弗格森拒絕介入這場爭議性收購，反而讚揚天空廣播對體育作出的貢獻。1999年4月英國政府認為這收購會為聯賽轉播帶來不公平，否決了這項收購。這個賽季，曼聯在聯賽只輸掉3場，踏入1999年後聯賽更是保持不敗，而足總盃決賽以2-0擊敗紐卡素奪冠。在歐洲賽程上，在十六強踢走國際米蘭、四分之一決賽擊敗尤文图斯進入決賽。決賽地點為巴塞隆納，對手是拜仁慕尼黑，開賽六分進便落後一球。當拜仁以為獎盃近在咫尺時，曼聯在補時階段戲劇性地連進兩球，擊敗拜仁奪冠。這使曼聯能夠挑戰世冠盃和洲際盃。由於賽程緊密，曼聯不得不退出下一年度的足總盃 。在1999年他亦獲授予下級勳位爵士。
1999/2000球季曼聯破紀錄地以18分優勢奪得聯賽冠軍。舒梅切尔的離隊，使弗格森需要簽下新的守門員，他從阿士東維拉簽下和從威尼斯簽入马西莫·泰比。後者在9月對陣修咸頓時，面對對方射手拿鐵斯不太急勁的遠射竟然失手讓球溜進網窩，結果只在曼聯踢了一個賽季便遭到速售。在季中舉行的洲際盃，曼聯以1-0擊敗了奪得冠軍，但世冠盃則在分組賽出局:330–331。然而歐冠盃在十六強回合止步，被皇馬淘汰。守門員危機迫使弗格森在季後以£780萬從摩納哥簽入。
2000/01球季，曼聯在聯賽取得三連冠，是英格蘭史上第四個球會能做到頂級聯賽冠軍三連霸。傳媒對此成就大肆報導，掩蓋了他與董事會之間關於他未來的裂縫。在2001年5月，弗格森向曼聯電視說他打算下年合約到期後，與曼聯斷絕所有關係。然而一星期後他與董事會妥協。

### 短暫低潮
在2001/02至2005/06共5個球季期間，曾經呼風喚雨的曼聯陷入了低潮，各項賽事只取得三個冠軍。2001/02季前，曼聯在轉會市場上十分積極，從拉齐奥高價簽入中場球員、從PSV簽入前鋒路德·范尼斯特鲁伊；弗格森之前就欲簽下范尼斯特鲁伊，可惜他有傷未能通過體檢而作罷。雅普·斯塔姆轉賣至拉齐奥，他的離隊使彌補了曼聯收購所需的金錢和釋出薪金空間，對此曼聯簽入了羅倫特·白蘭斯作為斯塔姆的代替者。八年後，弗格森表示十分後悔賣走斯塔姆。吉米·赖恩成為弗格森的新助教。縱使曼聯大灑金錢增兵，但球隊上半季表現十分差，最終以第三名完成聯賽，盃賽和歐洲賽上一無所獲。弗格森承認在季前的退休計劃影響了球隊士氣。
2002年夏天，曼聯以3,000萬英鎊打破英格蘭轉會紀錄，從列斯聯簽下24歲後衛里奥·费迪南德。同年10月，弗格森成為首批进入英格兰足球名人堂的領隊。2002/03球季，曼聯第8次贏得英超聯賽冠軍；自2001年12月26日後就保持不敗，聯賽最後11場比賽更取得10勝1和的佳績，弗格森形容此賽季是他最滿意的一個。
2003/04球季，曼聯雖然第五次夺得英格兰足总杯，但聯賽排名第三，歐冠盃在淘汰賽第一階段被當時由何塞·穆里尼奥帶領的波尔图爆冷淘汰，而波尔图最終贏得歐冠盃。弗格森在此賽季的成功收購只有C朗和沙夏，前者後來更成為歷史上其中一位球王級傳奇。
2004/05球季，曼聯四大皆空。曼聯從愛華頓以高價簽入年青的天才球員韦恩·鲁尼，此外亦簽入了後衛。可是由於范尼斯特鲁伊因傷長期缺陣，使曼聯聯賽只能只第三名完成。足總盃雖然打進決賽，但在互射十二碼輸給阿仙奴，聯賽盃則在半決賽輸給切爾西，歐冠盃則在16強階段被AC米蘭淘汰。
2005/06球季是一個過渡球季，马尔科姆·格雷泽成為了曼聯的大股東。弗格森簽入35歲的守門員埃德文·范德萨，解決守門員問題。此外亦簽下韓籍球員朴智星，後來朴智星親自承認，弗格森能於心理上對足球員作出重要鼓勵。11月18日，羅伊·基恩離隊了效力了12年的曼聯。1月轉會窗開始後，弗格森簽入了後衛內馬尼亞·維迪奇和帕特里斯·埃夫拉，兩人後來成為曼聯的核心球員。這賽季曼聯以亞軍結束聯賽，只贏得聯賽盃冠軍，歐冠盃更是未能成功晉級至淘汰賽。由於范尼斯特鲁伊沒有在聯賽盃決賽先發上場，使得他在曼聯的前途變得不明朗，季後轉賣至皇馬。

### 再度輝煌

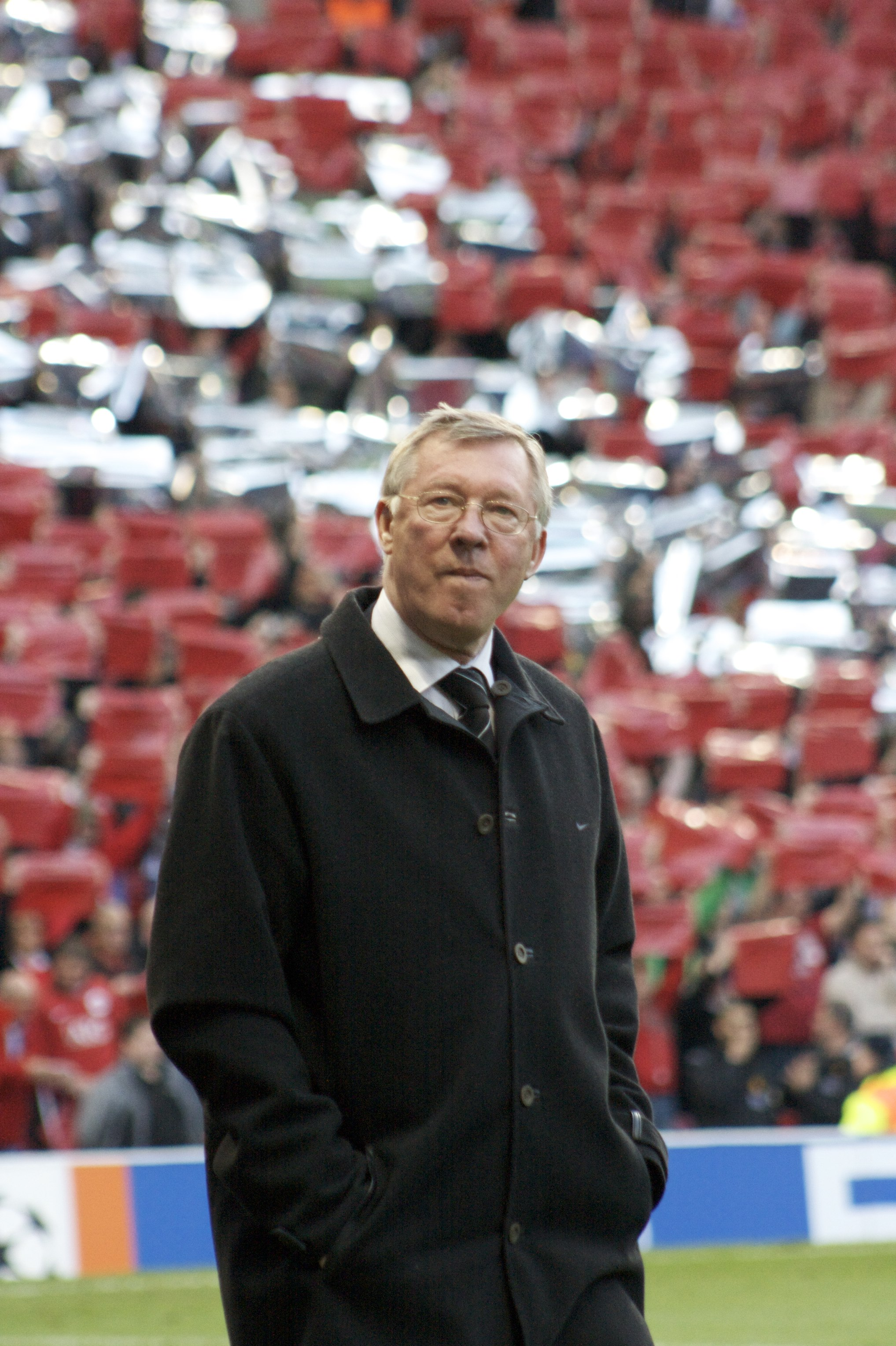
2009年的弗格森

2006/07球季，曼聯簽入迈克尔·卡里克作為萊·堅尼的繼承者。曼聯在季初表現良好，最終更贏得失落三年的英超冠軍。帕特里斯·埃夫拉、內馬尼亞·維迪奇、里奧·費迪南德和組成一個牢不可破的後防組合，加里·内维尔、朴智星和吉格斯組成一個中場組合，而魯尼和基斯坦奴朗拿度則是進攻搭擋。2006年11月6日是弗格森執教曼聯20周年，他的新舊球員和老對手溫格都贈送紀念品。12月23日，克里斯蒂亚诺·罗纳尔多攻入了弗格森执教曼联的第兩千个入球。雖然曼聯打進足總盃決賽，但輸給切爾西。在歐冠盃上，曼聯在淘汰賽階段主場以7-1血洗羅馬，但在半決賽輸給AC米蘭而無緣決賽。
2007/08球季，弗格森贏得第二座歐冠盃。此賽季弗格森有一些重要收購，包括從拜仁慕尼黑簽入中場球員欧文·哈格里夫斯、葡萄牙籍翼鋒纳尼、巴西籍中場安德森和阿根廷射手卡洛斯·特维斯。可是曼聯季初表現十分糟糕，但後來居上並贏得聯賽冠軍，這亦是弗格森第10次贏得英超冠軍。奪冠後弗格森稱此陣容是他在曼聯二十一年以來最好的。2008年5月21日，弗格森贏得第二座歐冠盃。歐冠盃決賽對戰同樣是英格蘭球隊切爾西，雙方在法定時間和加時都打成平手，進入互射十二碼。大戰中雖然曼聯的C.羅納度射失了，但對手的和同樣射失了，最終曼聯以6-5擊敗對手。賽後弗格森表示會在三年內退下來，意味著2010/11球季可能是他最後一個球季。
2008/09球季，曼聯再度以英超三連霸姿態奪冠，亦是曼聯第十一個英超冠軍。這冠軍使曼聯與利物浦打成平手，同樣共奪得18個頂級聯賽冠軍。12月21日，弗格森带领曼联夺得首座，在决赛以1:0击败。此外，曼聯亦擊敗熱刺奪得聯賽盃冠軍。球隊亦殺進歐冠盃決賽欲再度奪得該獎盃，可惜以2-0不敵巴塞隆納。弗格森季後表示只要身體許可，就會盡可能留在曼聯。

### 最後歲月

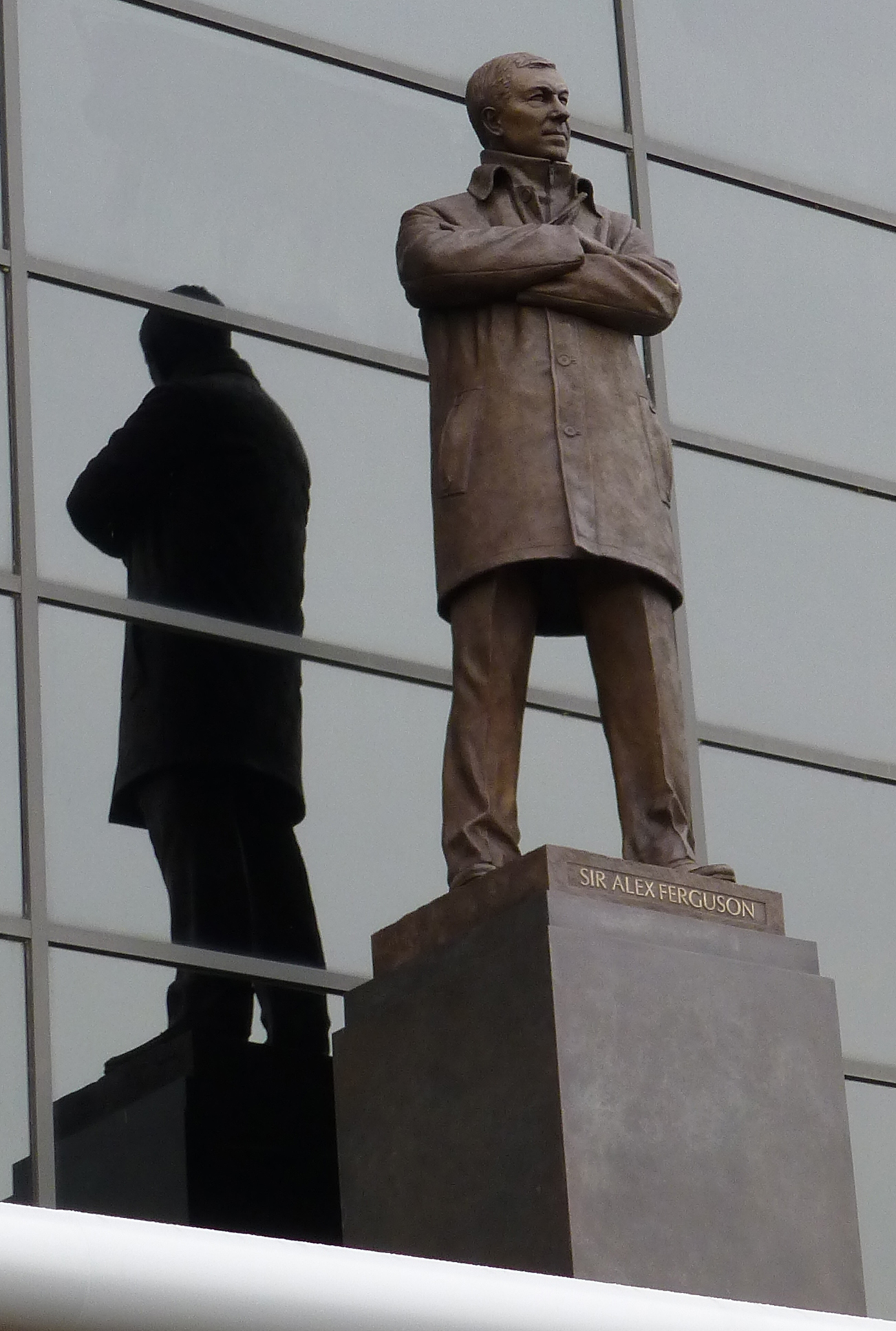
竪立在奧脫福球場北看台外的費格遜爵士铜像

2009/10球季，曼聯只贏得聯賽盃冠軍，在温布利球场以2-1擊敗阿士東維拉。歐冠盃在四分之一決賽因拜仁慕尼黑的作客入球優勢而淘汰，聯賽方面在4月3日的「6分戰」，主場以2-1不敵切爾西，導致後者最終以1分差距力壓曼聯奪冠。此時報紙傳出弗格森會在下賽季退休，但他否認並表示會在曼聯最輝煌的時候退下來。
2010/11球季，曼聯簽下墨西哥前鋒靴南迪斯。在8月10日的社區盾以3-1擊敗切爾西。12月19日，弗格森超越马特·巴斯比担任曼联教练24年1個月另14日的记录，成为球队历来执教时间最长的教练。曼聯最終以聯賽冠軍結束該球季，並超越利物浦成為英格蘭頂級聯賽冠軍最多的球隊。弗格森亦帶領曼聯打進歐冠盃決賽，可惜球隊以3-1不敵巴塞隆納，未能捧起第三座歐冠盃。季後老將范德萨、加里·内维尔和斯科尔斯宣佈退役。弗格森高價簽下守門員大卫·德赫亚、後衛菲尔·琼斯和翼鋒代替他們三人。
2011/12球季是弗格森執教曼聯的第25個球季。2011年11月5日，俱乐部为了纪念弗格森执教曼联25周年，正式将老特拉福德球场的北看台命名为「亚历克斯·弗格森爵士看台」；並宣佈將在球場外豎立一座弗格森的铜像，2012年11月23日正式揭幕。但這球季曼聯經歷四大皆空。季初在主場以8-2屠殺陷入傷停危機的阿仙奴，但不久作客曼城時被6-1擊敗。由於其它對手不斷失分，使聯賽冠軍由曼市兩隊競逐。兩隊鬥得你死我活，上半季曼城一支獨秀帶離曼聯，可是曼城客場表現不佳，使季末時曼聯一度領先高達8分。但曼聯未能把握優勢，其後輸給曼城、護級球隊威根竞技，亦在主場被愛華頓連追兩球打成平手，使得曼市兩隊的積分相同，需要以得失球差來一較高下。最後一場聯賽，曼聯比曼城較早完場，以1-0擊敗桑德兰，而當時曼城仍落後2-1，曼城在罕見漫長的補時皆段才連進兩球，使曼聯三連冠夢碎；這亦是英超首次以得失球差來決定冠軍。歐冠盃上，認為曼聯是抽得最容易的一組，但球隊只取得2勝3和並在分組賽出局，但仍保留欧洲联赛參賽資格，在16強由毕尔巴鄂淘汰。
2012/13球季是這位傳奇教練最後一個球季。弗格森汲取得失球差的教訓，從阿仙奴簽入前鋒罗宾·范佩西增強鋒線火力，另下還簽下在德甲球隊多蒙特表現突出的日本國腳香川真司。曼聯從季初就表現得很出色，雖然第一場聯賽輸給愛華頓，但大部份時間都是以榜首領先至最後，並在4月22日提前奪得第13座英超冠軍，球會史上第20次奪得頂級聯賽冠軍，拋離死敵利物浦的18次冠軍。足總盃在四分之一決賽重賽被切爾西淘汰，歐冠盃則在16強領先下遭罰一張極有爭議性紅牌而敗於皇馬。5月8日，弗格森宣布將會在賽季結束後（5月19日）退休，並會留在球會出任董事及大使。

### 青訓、買人眼光
費格遜在1986年至2013年引入了不少球員，其中有一部分成爲曼聯不可或缺的成員，甚至部分由寂寂無名變成現今球星。其中有、傑斯（青年軍）、基利士比（青年軍）、（青年軍）、簡東拿、（青年軍）、加里·内维尔及菲尔·内维尔兩兄弟（青年軍）、（青年軍）、安迪·科尔、里奧·費迪南德、克里斯蒂亚诺·罗纳尔多、朴智星、內馬尼亞·維迪奇、納尼、哈維爾·赫南德斯、范佩西、卡里克。和現役的
其中青訓弟子傑斯、碧咸、畢特、史高斯、特里·庫克和尼維利兄弟合稱「曼聯七小福」（92年班弟子; 英 : The Class of '92  （页面存档备份，存于））。
安迪高爾和約基合稱「黑雙煞」，蘇斯克查有「娃娃臉殺手」之稱，舒靈咸則得名「後備殺手」。而C朗拿度、蘭尼和查維亞·靴南迪斯加盟曼聯前均是一個寂寂無名的球員，但他們均在曼聯成名。

## 主要對手

### 阿尔塞纳·温格
阿仙奴領隊阿尔塞纳·温格與亚历克斯·弗格森的競爭長達十七年，是英超歷時最長的領隊競爭。温格於1996年擔任阿仙奴領隊，首場對曼聯的比賽是在11月16日作客老特拉福球場，以1-0戰敗。1997年2月19日主場迎戰曼聯，亦以2-1戰敗。然而溫格執教阿仙奴的第二個賽季就以一分之差力壓曼聯奪得英超冠軍，聯賽更雙殺曼聯。弗格森在下一賽季亦還以顏色，以一分之差力壓阿仙奴奪得英超冠軍。2003/04球季，阿仙奴以不敗姿態奪得聯賽冠軍，亦意味曼聯在聯賽兩次都未能打敗對方。然而在2004年10月24日，弗格森帶領曼聯在主場以2-0戰勝阿仙奴，結束了對方的49場聯賽不敗。自2005/06球季起，温格帶領阿仙奴進入九年無冠時代，在地位上威脅不到曼聯。2006年9月17日是溫格最後一次在老特拉福球場擊敗弗格森。2011年3月13日足總盃交鋒，費格遜派出以七名正職是後衛當中三人客串中場的奇特陣形之下，以2-0擊敗阿仙奴，為費格遜執教生涯的代表作。2011年8月28日以8-2擊敗阿仙奴，是弗格森對溫格的最大勝仗。2012年夏天，阿仙奴首席射手范佩西為尋求冠軍而離隊，弗格森以高價從在對手温格簽下這位荷蘭前鋒，最終憑范佩西以26球成為神射手，助曼聯奪得聯賽冠軍。

### 利物浦
利物浦是曼聯的宿敵，因此利曼大戰是曼聯聯賽中最重要的戰役之一。弗格森首場對利物浦的賽是1986年12月26日，作客安菲尔德球场並以1-0取勝，這亦是曼聯該季唯一一場客場勝利。1987年4月20日主場再次以1-0擊敗利物浦。弗格森直到1992/93球季才取得首個頂級聯賽冠軍，這亦是英超成立的第一年－首個英超冠軍。2010/11球季，弗格森帶領曼聯超越利物浦，成為英格蘭頂級聯賽冠軍最多的球隊。弗格森在任期間共奪得十三個英超冠軍，而利物浦一個都沒有。他總共與九位利物浦領隊交手，而是他在任期間唯一一位效力過曼聯和利物浦的球員。

### 何塞·穆里尼奥
弗格森與何塞·穆里尼奥的關係亦敵亦友。兩人首次交手是在2004年歐冠盃淘汰賽第一階段，穆里尼奥帶領波圖爆冷淘汰了曼聯。奪得歐冠盃後的穆里尼奥成為切爾西領隊，並大灑金錢打造成冠軍球隊，威脅曼聯的地位。穆里尼奥的首場英超比賽就主場對曼聯，並以1-0擊敗弗格森；回到主場時弗格森再次不敵穆里尼奥，以3-1戰敗。穆里尼奥首個英超球季就奪冠，曼聯只排第三。弗格森與穆里尼奥共有16次交手，只獲得2勝7和7負的戰績，不敵穆里尼奥。由於兩人保持良好的關係，使得不時傳出穆里尼奥會接替弗格森的傳聞。最終穆里尼奥於2016年上任曼聯領隊。

## 爭議

### BBC
2004年，英國廣播公司播放了一套名為《父與子》的紀錄片後，弗格森拒絕接受BBC的訪問長達七年時間。紀錄片內容講述他的兒子運用他的地位，干涉轉會市場。弗格森斥責BBC的行為，並指是無中生有及傷害了兒子的名譽。BBC關於曼聯的賽後節目訪問都由助教卡路士·昆洛斯及後來接任的米克·费兰出席。在2010/11球季，英超實施新規例，強制所有領隊必須接受傳媒的訪問。弗格森最初表示拒絕，並願意支付罰款。2011年8月25日，弗格森與BBC達成和解。

### 批評裁判
弗格森因多次批評裁判而受到不同程度的處罰：
- 2003年10月20日，因對第四裁判杰弗·温特使用辱罵或侮辱性字眼而罰款£10,000及禁止場邊指揮兩場[100]。
- 2007年12月14日，因對裁判馬克·克拉滕博格使用辱罵或侮辱性字眼而罰款£5,000及禁止場邊指揮兩場[101]。
- 2008年11月18日，因賽後與裁判麦克·迪恩對質而罰款£10,000及禁止場邊指揮兩場[102]。
- 2009年11月12日，因評論裁判艾伦·威利的體能而罰款£20,000及禁止場邊指揮四場（其中兩場停賽）[103]。
- 2011年3月16日，因評論及質疑裁判马丁·阿特金森的體能而罰款£30,000及禁止場邊指揮五場（其中三場停賽）[104]。

### 弗格森時間
弗格森時間是指當曼聯落後時，傷停補時時間往往會比正常的較多。這詞可追溯至2004年。泰晤士报利用數據分析，統計了在2010至2012年的曼聯比賽後，發現曼聯落後時所獲得的補時比領先時多出79秒。而曼聯在英超20年間，在補時階段打進77球。然而弗格森時間並不只是適用於曼聯，還發現其它強隊（除了切爾西）都享有此優待，尤其是在主場。

## 個人生活
弗格森在1966年与凯西（閨姓賀丁）結婚，两人育有三个兒子：馬克、达伦和贾森。其中达伦是退役足球員及現任唐卡士打流浪領隊，弗格森喜愛入場觀看兒子的比賽，但由於他入場時常常碰巧遇上球隊輸球，導致兒子「禁止」他入場觀看比賽。弗格森的弟弟馬丁亦是退役足球員及領隊，曾出任曼聯首席球探。
1998年，弗格森成為英國工黨的最大私人捐款者之一。他稱自己是社會主義者，投票必定投給工黨。2011年1月，工黨的國會議員格雷厄姆·斯君格呼籲弗格森成為終身貴族，這會使弗格森成為首位英國上議院議員的曼聯球員或領隊。弗格森退休後，斯君格和保羅·戈金斯再一次呼籲弗格森成為終身貴族。
2009年，弗格森獲曼徹斯特都會大學頒發榮譽商業管理博士学位，在1998年該大學亦頒發一個榮譽碩士學位給弗格森。他一共獲得九個榮譽學位。

## 荣誉

### 球員生涯
| 球會     | 賽事               | 獲獎年份 |
| -------- | ------------------ | -------- |
| 蘇格蘭   | 蘇格蘭甲組足球聯賽 | 1962/63  |
| 法尔科克 | 蘇格蘭甲組足球聯賽 | 1969/70  |

### 領隊生涯
| 球會       | 賽事                            | 獲獎年份 |
| ---------- | ------------------------------- | --- |
| 聖美倫     | 蘇格蘭甲組足球聯賽              | 1976/78 |
| 阿伯丁     | 蘇格蘭超級足球聯賽              | 1979/80，1983/84，1984/85                                                                                             |
| 阿伯丁     | 蘇格蘭盃                        | 1981/82，1982/83，1983/84，1985/86                                                                                    |
| 阿伯丁     | 蘇格蘭聯賽盃                    | 1985/86 |
| 阿伯丁     | 歐洲盃賽冠軍盃                  | 1982/83 |
| 阿伯丁     | 歐洲超級盃                      | 1983 |
| 曼徹斯特聯 | 英格蘭超級足球聯賽              | 1992/93，1993/94，1995/96，1996/97，1998/99， 1999/00，2000/01，2002/03，2006/07，2007/08， 2008/09，2010/11，2012/13 |
| 曼徹斯特聯 | 英格蘭足總盃                    | 1989/90，1993/94，1995/96，1998/99，2003/04                                                                           |
| 曼徹斯特聯 | 英格蘭聯賽盃                    | 1991/92，2005/06，2008/09，2009/10                                                                                    |
| 曼徹斯特聯 | 英格蘭社區盾/慈善盾 （*雙冠軍） | 1990*，1993，1994，1996，1997， 2003，2007，2008，2010，2011                                                          |
| 曼徹斯特聯 | 歐洲聯賽冠軍盃                  | 1998/99，2007/08 |
| 曼徹斯特聯 | 歐洲盃賽冠軍盃                  | 1990/91 |
| 曼徹斯特聯 | 歐洲超級盃                      | 1991 |
| 曼徹斯特聯 | 洲際盃                          | 1999 |
| 曼徹斯特聯 | 世界冠軍球會盃                  | 2008 |

### 個人榮譽
- LMA年代最佳領隊：1990年代
- LMA年度最佳領隊：1998/99、2007/08、2010/11、2012/13
- LMA特优奖：2009、2011
- 英超赛季最佳領隊：1993/94、1995/96、1996/97、1998/99、1999/20、2002/03、2006/07、2007/08、2008/09、2010/11、2012/13
- 英超每月最佳領隊：共27次
- 欧足联年度最佳領隊：1998/99
- 欧足联年度最佳陣容：2007、2008
- 国际足联金球奖最佳教練：1999、2007、2008
- IFFHS世界最佳教練：1998、2008
- IFFHS 21世紀世界最佳教練：2012
- 世界足球雜誌年度最佳領隊：1993、1999、2007、2008
- 勞倫斯世界體育獎年度最佳陣容：2000
- BBC年度体坛风云人物最佳教練：1999
- BBC年度体坛风云人物最佳陣容：1999
- BBC年度体坛风云人物終身成就獎：1999
- 英格蘭足球名人堂：2002
- 歐洲足球名人堂（領隊）：2008
- 国际足球联合会主席特别獎：2011
- 英超10年獎（1992-2002）
  - 年代最佳領隊
  - 最多教執場次領隊（392場）
- 英超10年獎（2002-2012）
  - 最佳領隊
- FWA貢獻獎：1996
- PFA杰出贡献奖：2007
- 英超杰出贡献奖：2012/13
- 穆萨比尼獎章：1999[39]

### 勋章和爵位
- 官佐勋章（O.B.E.）：1983年
- 司令勋章（C.B.E.）：1995年
- 下级勋位爵士（Kt.）：1999年

## 参看
- 曼彻斯特联队历史